# Branża gier komputerowych w Hiszpanii
Branża gier komputerowych w Hiszpanii – ogół produkcji i dystrybucji gier komputerowych na terenie Hiszpanii.
Choć początki branży można datować w Hiszpanii na II połowę lat 70., sektor gier komputerowych w tym kraju przeżył gwałtowny rozwój dopiero w latach 80., za sprawą spółek takich jak Dinamic Software, Topo Soft i Opera Soft, produkujących programy na komputery 8-bitowe. W latach 90., ze względu na zmianę architektury platform sprzętowych, wiele firm upadło; inne, np. Pyro Studios (znane z serii gier Commandos) oraz Pendulo Studios, przeżyły krótkotrwałą popularność. Ponowne pobudzenie sektora gier komputerowych nastąpiło po 2009 roku, wraz z instytucjonalizacją gier komputerowych jako dziedzictwa kulturowego i uruchomieniem programów wsparcia dla lokalnych studiów branżowych. W 2019 roku wartość rynku growego w Hiszpanii wyniosła około 3,6 miliarda euro.

## Tło historyczne, początki branży (1973–1982)

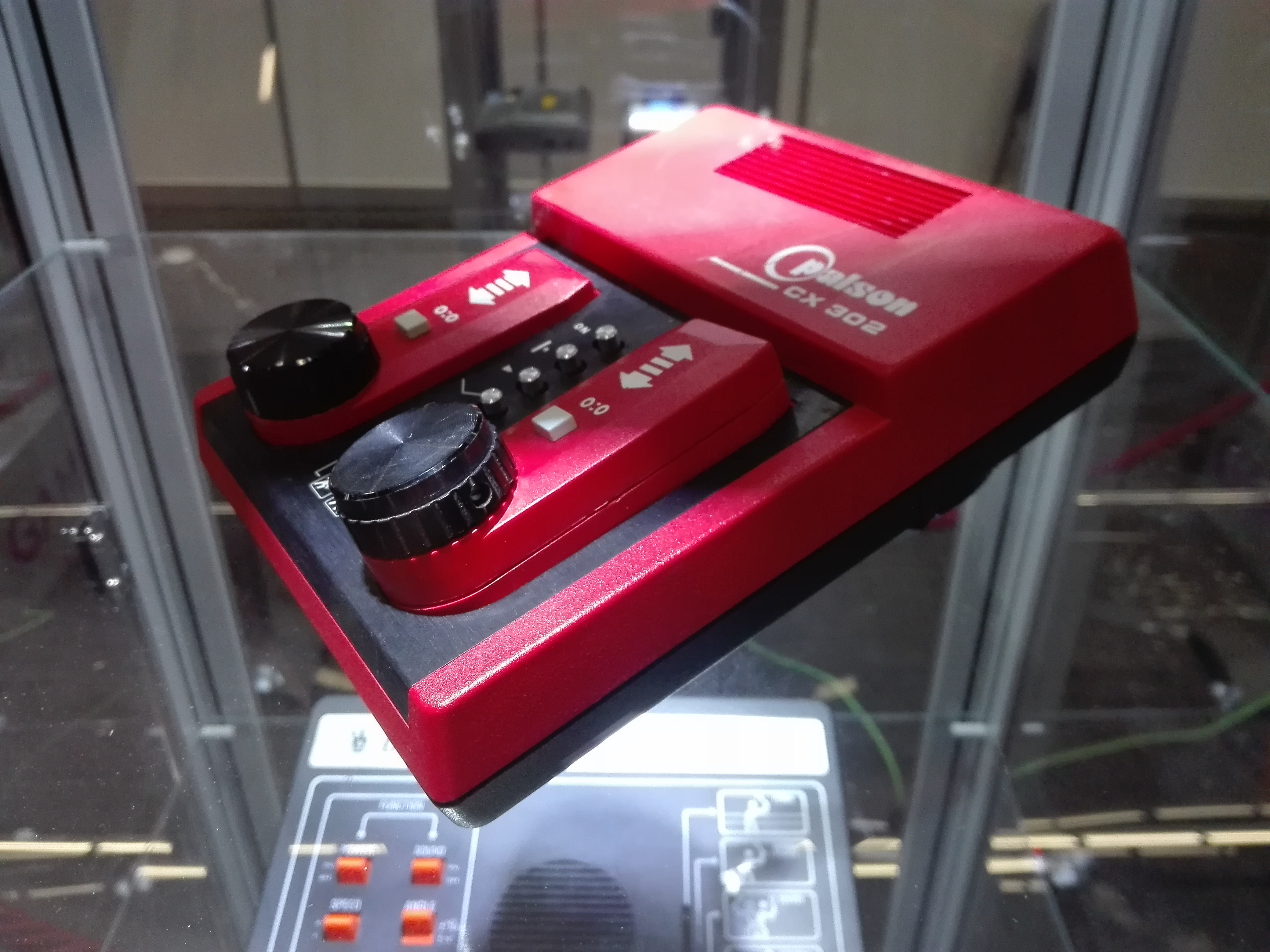
Palson CX-302, jedna z pierwszych hiszpańskich konsol do gier

Lata 70. XX wieku były momentem znacznego odprężenia w społeczeństwie hiszpańskim. Po upadku dyktatury Francisca Franco w 1975 roku gwałtownie rozwinął się ruch kontrkulturowy (znany jako la movida), a entuzjazm wyzwolonego społeczeństwa Hiszpanii udzielił się także branży growej.
Gdy w hiszpańskich salonach gier po raz pierwszy pojawiły się automaty z amerykańską grą Pong (1972), rozpoczął się stopniowy proces wyparcia analogowych automatów do gry. W 1977 roku hiszpańska spółka Electrónica Ripollés zaczęła dystrybuować konsole Palson CX, zawierające różne odmiany Ponga. Lokalny przemysł growy rozwijał się na tyle intensywnie, że już w 1980 roku liczba wytwórni gier w Hiszpanii wyniosła 100 spółek zatrudniających około 5000 osób. Konsole stały się powszechnie dostępnym dobrem w gospodarstwach domowych; w latach 1981–1983 liczba posiadanych konsol w Hiszpanii wzrosła do 200 000.

## Złota era branży (1983–1992)

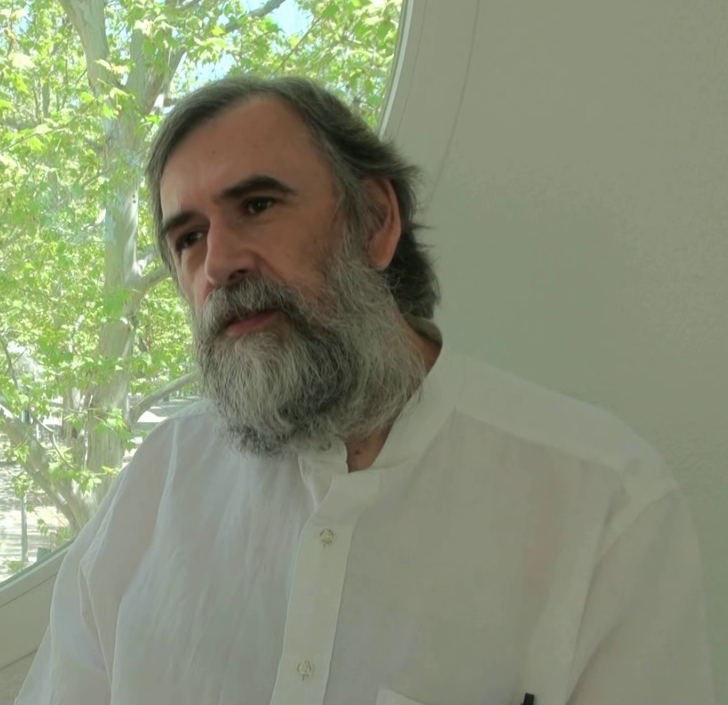
Paco Suárez, jeden z pionierów hiszpańskiej branży gier komputerowych (2012)

W październiku 1983 roku ukazało się pierwsze hiszpańskojęzyczne czasopismo o grach komputerowych, które odegrało istotną rolę w popularyzacji komputera ZX Spectrum, importowanego z Wielkiej Brytanii. Pismo było zatytułowane „ZX” (redaktor naczelny Norberto Gallego). Dobre przyjęcie „ZX” zaowocowało ewolucją pisma; pojawiły się krótkie analizy gier wraz z prowizorycznym systemem punktacji. Wkrótce pojawiły się kolejne czasopisma: „Superjuegos” (1984, redaktor naczelny Armando Sánchez Blume) oraz „MSX Club” (1985–1990).
Już na automatach do gier swoje gry produkowały madrycka Cidelsa (Destroyer, 1980; Altair, 1980; Draco, 1981) oraz barcelońskie Tecfri (Ambush, 1983; Hole Land, 1984). To jednak La Pulga (1983) autorstwa Paco Suáreza, która oferowała takie środki wyrazu jak animacja wprowadzająca oraz przesuw ekranu w wielu kierunkach, zdobyła sławę za granicą (dystrybuowana jako Bugaboo) i stała się przebojem w Wielkiej Brytanii. Powodzenie utworu Suáreza zachęciło hiszpańskich artystów, programistów i muzyków do zaangażowania się w produkcję lokalnych gier; do głównych używanych platform sprzętowych zaliczały się Spectrum, Amstrad CPC i Commodore 64.
Wśród głównych producentów gier hiszpańskich z epoki wymienia się spółki Dinamic Software, Topo Soft i Opera Soft. Spośród gier Dinamic powodzeniem cieszyły się zwłaszcza platformowa Abu Simbel Profanation (1985) Victora Ruiza, znana z bardzo wysokiego poziomu trudności i niemożności jej ukończenia bez złamania zabezpieczeń, oraz Army Moves (1986) tego samego programisty o komandosie przedzierającym się przez terytorium wroga. Opera Soft zasłynęła między innymi grą platformową Livingstone Supongo (1986) autorstwa Jose Antonia Moralesa Ortegi, luźno opartą na autentycznej wyprawie Davida Livingstone’a w głąb dziewiętnastowiecznej Afryki, oraz uznawaną za arcydzieło La Abadía del Crimen (1987) Paco Menéndeza i Juana Delcána – nieoficjalną adaptacją powieści Imię róży Umberta Eco. Innym udanym produktem eksportowym była gra fantasy Las tres luces de Glaurung (Erbe Software, 1986) Paco Pastora i José Manuela Muñoza.
Okres 1983–1992 w hiszpańskiej prasie bywa nazywany złotą erą hiszpańskiej branży, głównie ze względu na problemy, z którymi później zmagali się hiszpańscy deweloperzy. Stopniowy spadek popularności komputerów 8-bitowych na rzecz platform 16-bitowych sprawił, że wiele firm produkujących gry upadło po 1992 roku, nie mogąc dostosować się do dynamicznych zmian na rynku platform sprzętowych.

## Przełom XX i XXI wieku (1993–2009)

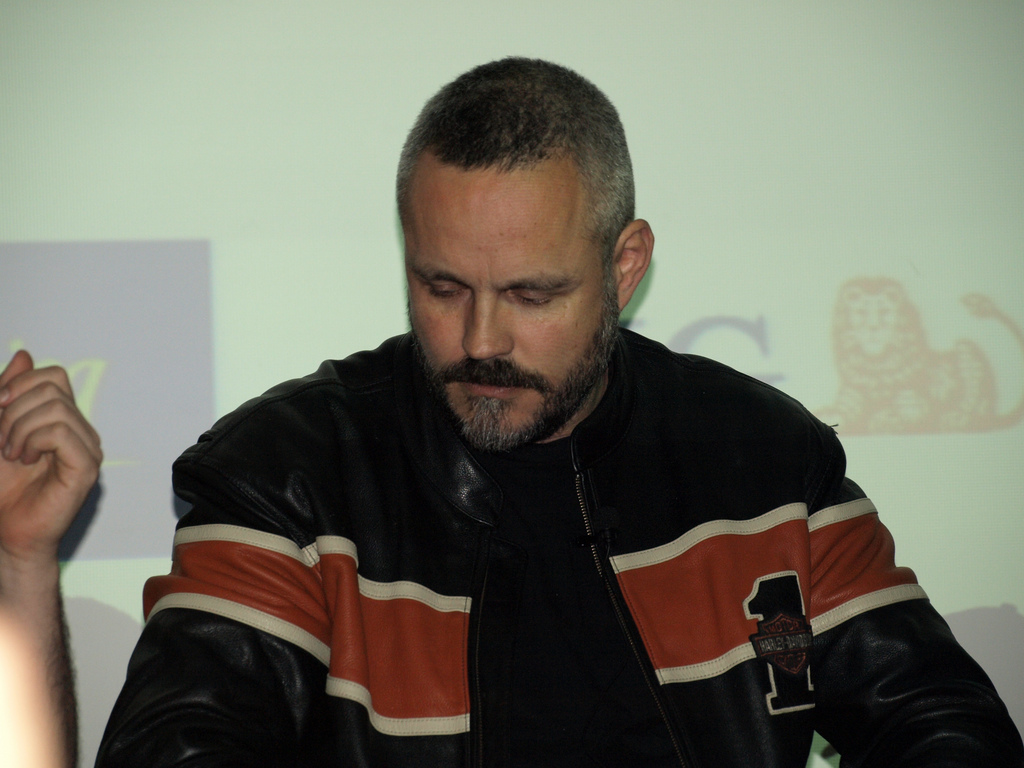
Gonzalo Suárez, projektant serii gier Commandos (2008)

Mimo że hiszpańska branża gier komputerowych weszła w fazę kryzysu, na przełomie XX i XXI wieku wyłoniło się kilka studiów, które produkowały gry doceniane za granicą. Gaelco, założone jeszcze w 1985 roku, osiągnęło sukces produkcjami Big Karnak (1991), Thunder Hoop (1992) i World Rally (1993). Największym sukcesem Gaelco stała się trójwymiarowa gra zręcznościowa Radikal Bikers (1998) o dostawcy pizzy, który musi dostarczać towar, jeżdżąc włoskim skuterem. Radikal Bikers była jedną z pierwszych gier zręcznościowych, które cieszyły się powodzeniem u graczek. Gaelco z powodów finansowych musiało jednak zakończyć działalność w 2009 roku.
W latach 90. XX wieku istotna okazała się twórczość katalońskiego studia Bit Managers. Realizowało ono przede wszystkim gry na zlecenie międzynarodowych korporacji, np. adaptacje Asteriksa (1993), Smerfów (1994) i Tintina (1996) dla Infogrames. Po serii przejęć ze strony różnych wydawnictw ostatecznie Bit Managers przekształciło się w Virtual Toys Barcelona. Nadal działalność kontynuowało Dinamic Software, przekształcone w 1992 roku w Dinamic Multimedia. Olbrzymi sukces odniósł jego symulator sportowy PC Fútbol (1992), który dzięki tematyce piłki nożnej – sportu uznawanego przez Hiszpanów za swój narodowy – doczekał się licznych reedycji (wersja siódma sprzedała się w nakładzie 400 tysięcy egzemplarzy). Dinamic Multimedia odpowiadało też za wydanie kilku gier przygodowych studia Pendulo Studios, utrzymanych w klimatach produkcji LucasArts: Igora (1994), Hollywood Monsters (1997) i Runaway: A Road Adventure (2001). Wśród innych popularnych gier przygodowych z okresu przejściowego można wyróżnić też parodiującą westerny, kreskówkową trylogię studia Revistronic: 3 czaszki Tolteków (Las 3 calaveras de los toltecas/3 Skulls of the Toltecs, 1996), Fenimore Fillmore: The Westerner (2003), Fenimore Filimore: Zemsta (Fenimore Filimore’s Revenge, 2008). Szczególnie 3 czaszki Tolteków okazały się znaczącym sukcesem komercyjnym, osiągając w krajach europejskich sprzedaż w liczbie około 200 tysięcy egzemplarzy. Stopniowo tworzył się również sektor gier mobilnych. W 2001 roku założone zostało studio Digital Legends, które początkowo opracowywało gry na urządzenia takie jak Nokia N-Gage.
Najbardziej rozpoznawalnym hiszpańskim studiem growym przełomu XX i XXI wieku stało się jednak Pyro Studios pod przewodnictwem Gonzalo Suáreza. Zasłynęło ono przede wszystkim dochodową grą taktyczną Commandos: Za linią wroga (Commandos: Behind Enemy Lines, 1998), osadzonym w realiach II wojny światowej zestawem misji, w których sabotaż obiektów przemysłowych bądź kradzież istotnych dokumentów wymagały ścisłej współpracy alianckich komandosów o różnych specjalnościach. Commandos: Za linią wroga sprzedał się w liczbie 2 milionów egzemplarzy. Jeszcze większy sukces odniosła kontynuacja pt. Commandos 2: Ludzie odwagi (Commandos 2: Men of Courage, 2001), lecz późniejsze części serii – Commandos 3: Kierunek Berlin (Commandos 3: Destination Berlin, 2003) i utrzymana w konwencji strzelanek pierwszoosobowych Commandos: Strike Force (2006) nie rezonowały wśród graczy.
W 1997 roku powstał hiszpańskojęzyczny portal internetowy MeriStation, mający opinię jednego z najdłużej istniejących mediów internetowych w Hiszpanii poświęconych grom komputerowym.

## Instytucjonalizacja branży i rozwój gier niezależnych (po 2010)

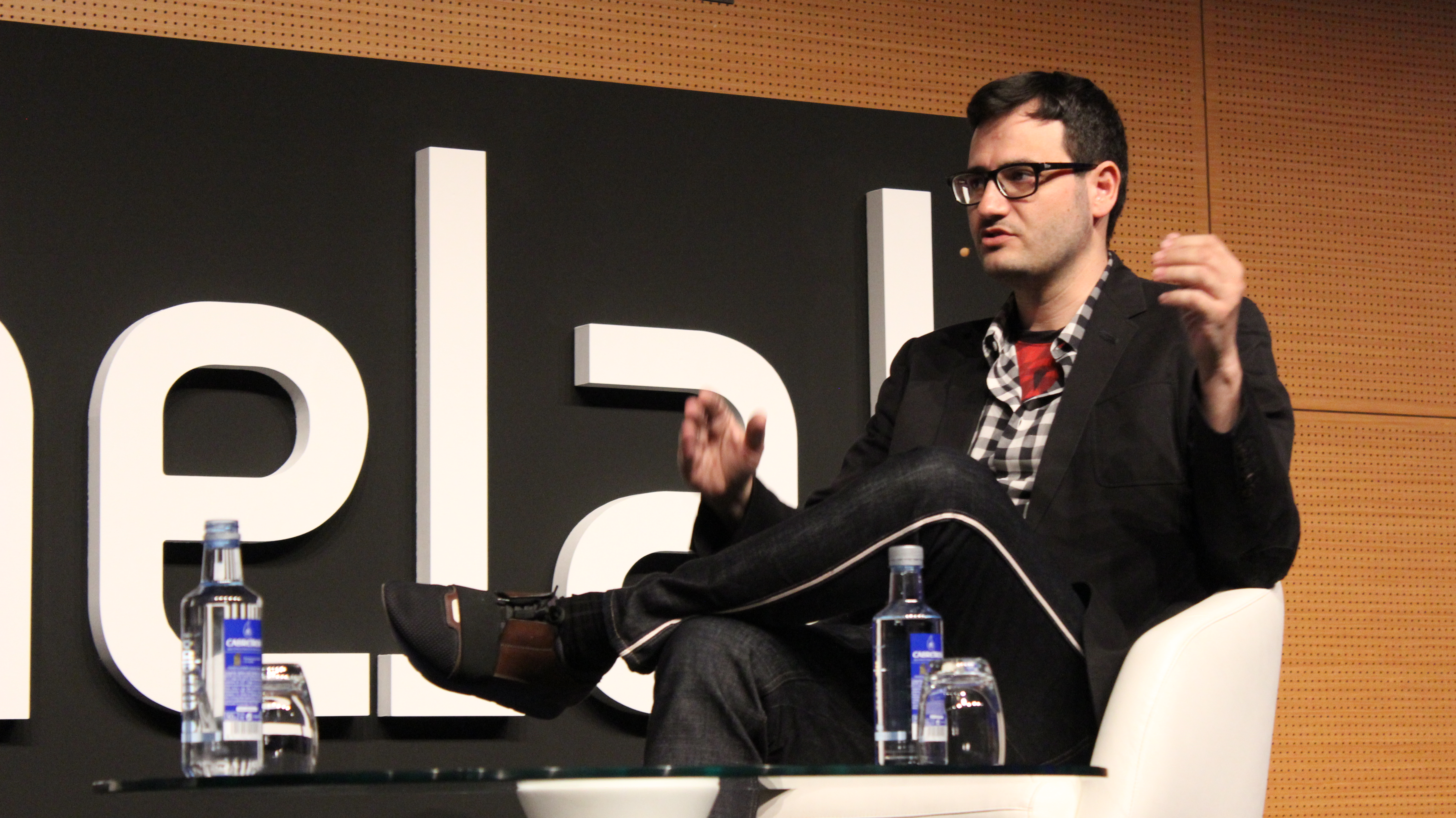
Raúl Rubio Munárriz, reżyser gry Rime (2017)

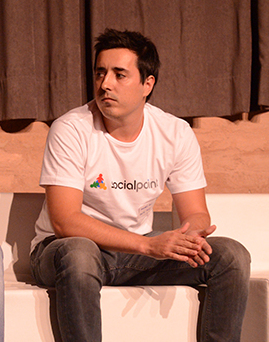
Andrés Bou, jeden z założycieli Socialpoint (2013)

W 2009 roku Komisja Kultury Kongresu Deputowanych zagłosowała za uznaniem gier komputerowych za przemysł kulturalny, co umożliwiło lokalnym twórcom gier otrzymanie instytucjonalnego wsparcia finansowego. W 2010 roku hiszpańskie Ministerstwo Kultury opracowało plan dofinansowania lokalnych studiów deweloperskich, rozróżniając dwie formy dofinansowania; dla projektów organizacji non-profit przewidziano pokrycie do 70% kosztów produkcji gier o maksymalnym budżecie 2 milionów euro, natomiast dla instytucji kulturalnych – kapitałową pomoc inwestycyjną służącą unowocześnieniu przemysłu kulturalnego. Ponadto w 2010 roku utworzono w Hiszpanii instytucję AACIE (Academia de las Artes y las Ciencias Interactivas), mającą na celu wspieranie wymiany informacji między swoimi członkami, redagowanie i rozpowszechnianie informacji istotnych dla branży oraz promowanie upowszechniania badań w dziedzinie kreatywnej rozrywki. Ustanowiono także nagrody laboratorium branżowego Gamelab dla najlepszych gier wyprodukowanych w Hiszpanii. Podjęto również działania na rzecz popularyzacji hiszpańskich gier za granicą. Hiszpański Instytut Handlu Zagranicznego stworzył markę Games from Spain, która służyła integracji hiszpańskich deweloperów i promocji ich dorobku poza Hiszpanią.
Rozwój rynku gier niezależnych, napędzany dodatkowo przez takie platformy dystrybucji cyfrowej jak Steam, pozwolił hiszpańskim deweloperom osiągnąć większą zauważalność w sektorze growym. Choć powstawały nadal gry na zlecenie wielkich wydawnictw, np. ceniona Castlevania: Lords of Shadow (MercurySteam, 2010) wydana przez Konami, na znaczeniu zyskały projekty o ambicjach artystycznych. Nihilumbra (BeautiFan Games, 2012) jest egzystencjalną grą platformową o tajemniczym cieniu, który ucieka przed pragnącą go pożreć, nacierającą próżnią. Gods Will Be Watching (Deconstructeam, 2014) stanowi równie egzystencjalną, podzieloną na epizody grę przygodową o rebeliantach zarządzających grupą naukowców-zakładników. Wielokrotnie nagradzana w Hiszpanii Mind: Path to Thalamus (2014) autorstwa Carlosa Coronado jest grą logiczną utrzymaną w estetyce bliskiej serii Myst,, jak również inspirowaną malarskim surrealizmem. Dead Synchronicity (Fictiorama Studios, 2015) dzieje się w apokaliptycznej przyszłości, gdy ludzkość zostaje zdziesiątkowana przez tajemniczą chorobę. Blasphemous (The Game Kitchen, 2018) jest skrzyżowaniem mechaniki Castlevanii i Dark Souls, ze wszechstronnymi odniesieniami do symboliki katolickiej. Duże kontrowersje wywołała bezpłatna gra Rojo: A Spanish Horror Experience (2022) Miguela Moreno, rozgrywająca się w mieszkaniu zagorzałego zwolennika reżimu frankistowskiego, skąd należy się wydostać, unikając śmierci z rąk fanatyka.
Sukces odnosiły też gry o tematyce feministycznej i prośrodowiskowej. Gris (Nomada Studios, 2018), opowieść o kobiecie postawionej w obliczu śmierci matki, wyróżniała się wyrafinowanym podejściem do złożonych kwestii psychologicznych – konstrukcja poziomów wprost odwoływała się do koncepcji pięciu etapów żałoby Elisabeth Kübler-Ross. Do tej samej koncepcji nawiązywała również gra Rime (Tequila Works, 2017) w reżyserii Raúla Rubio Munárriza, opowiadana tym razem z perspektywy chłopca. Endling: Extinction is Forever (HeroBeat Studios, 2022) przedstawia z kolei walkę ostatniej lisicy na Ziemi oraz jej młodych o przetrwanie w świecie przyrody niszczonym przez człowieka.
Po 2010 roku do jednej z najważniejszych wytwórni gier komputerowych w Hiszpanii urosła barcelońska spółka Socialpoint. Założona w 2008 roku wytwórnia zdobyła popularność grami mobilnymi free-to-play takimi jak Dragon City (2012) oraz Monster Legends (2014), w szczytowym okresie działalności zatrudniając ponad 270 osób. W 2017 roku Socialpoint została przejęta przez Take-Two Interactive oraz Zyngę za 250 milionów dolarów. Digital Legends po 2010 roku również przestawiło się na produkcję gier na platformy mobilne iOS i Android, wypełniając niszę w gatunku mobilnych strzelanek (The Respawnables, 2012; Afterpulse, 2017).

## Branża gier współcześnie

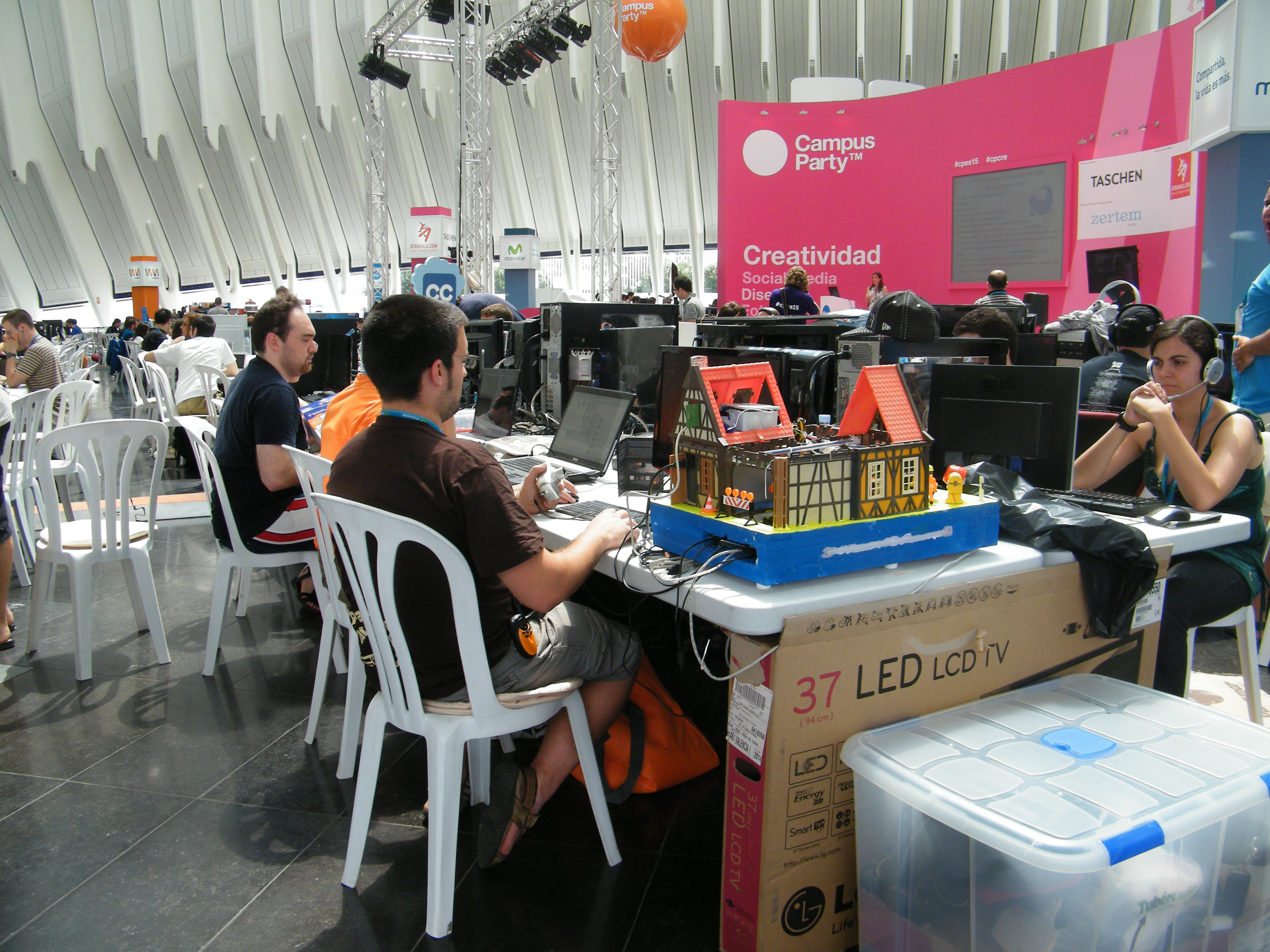
Impreza hackathonowa Campus Party 2011 w Hiszpanii

W 2019 roku w branży gier komputerowych w Hiszpanii pracowało około 9 tysięcy osób, a wartość rynku growego w tym kraju wyniosła około 3,6 miliarda euro. Wedle danych z 2023 roku w Hiszpanii było aktywnych 790 spółek produkujących gry komputerowe, przeważnie zlokalizowanych w Katalonii, Madrycie, Andaluzji i Walencji. Raport z 2023 roku autorstwa Fundación Fad Juventud wykazał, że w gry komputerowe w Hiszpanii grało 18 milionów osób, z czego tylko 6 milionów stanowiły osoby młode (w wieku od 15 do 29 lat). Najczęściej młodzi ludzie utożsamiający się ze społecznością graczy używali konsol (55,4% respondentów). Z kolei osoby, które nie identyfikowały się jako gracze, najczęściej do gry używały smartfonów (63,6%). Wśród ulubionych gatunków gier gracze wymieniali strzelanki, gry z otwartym światem oraz MMO, natomiast osoby nieidentyfikujące się jako gracze preferowały gry przygodowe oraz platformowe.
W raporcie ICEX za 2020 rok wykazano, że studia hiszpańskie produkowały swe gry przeważnie na komputery osobiste (76% deweloperów), platformy mobilne iOS i Android (odpowiednio 68% i 58% deweloperów). Dystrybucja gier hiszpańskich odbywa się przeważnie cyfrowo: sprzedaż pudełkowa w 2020 roku stanowiła zaledwie 4% rynku, a studia deweloperskie wydawały swoje gry bezpośrednio drogą cyfrową (67%), rzadziej uciekając się do pośrednictwa zagranicznych wydawnictw (25% rynku). Dominującymi kanałami dystrybucji gier były platformy Steam (87% studiów), itch.io (32%), Humble Bundle (30%) i GOG.com (20%).
Dziedzictwa gier komputerowych w Hiszpanii strzegą takie instytucje, jak stowarzyszenie Asociación de Usuarios de Informática Clásica (zał. 2006), Asociación Española de Videojuegos (AEVI, zał. 2014) oraz Museo del Videojuego w Alicante (zał. 2019).